# 450 Park Avenue
450 Park Avenue (también conocido como Franklin National Bank Building ) es un edificio de oficinas en Park Avenue en Midtown Manhattan en la ciudad de Nueva York. El edificio tiene 33 pisos y 118,9 m de altura. Tiene una estructura de acero con pisos de concreto. La fachada está compuesta por un muro cortina de granito negro y vidrio. El edificio fue diseñado por Emery Roth & Sons y desarrollado por Peter Sharp. Adyacente al edificio hay una plaza pública, un espacio público de propiedad privada, con bancos.

## Historia
En junio de 2002, Taconic Investment Partners compró 450 Park Avenue. Esa empresa gastó alrededor de 13 millones de dólares en renovar el vestíbulo, reemplazar los ascensores y rediseñar las áreas públicas.
Cinco años después, en junio de 2007, Somerset Partners compró 450 Park Avenue por 509 millones de dólares, es decir 16 860 dólares por metro cuadrado. Esto lo convirtió en el precio más alto por pie cuadrado pagado por un edificio de oficinas en ese momento en los Estados Unidos. Para pagar el edificio, Somerset Partners firmó un préstamo de 175 millones de dólares. A mediados de 2008, Somerset Partners también trasladó su oficina central al edificio.
El 30 de octubre de 2010, una marca de la casa de subastas Phillips de Pury abrió en los primeros tres pisos de 450 Park Avenue. La primera subasta se realizó el 8 de noviembre de ese año. La casa de subastas cubre un área de casi 31 030 m².
En febrero de 2014, 450 Park Avenue se vendió a Crown Acquisitions y Oxford Properties por 545 millones de dólares.

## Localización
450 Park Avenue está ubicado en Midtown Manhattan en Park Avenue entre East 56th Street y East 57th Street. Hay cuatro estaciones de metro en las inmediaciones de la torre: Calle 57, Quinta Avenida–Calle 59, Quinta Avenida–Calle 53 y Calle 59–Avenida Lexington.
450 Park Avenue limita con dos edificios, incluido 432 Park Avenue al suroeste y una rama de Turbull & Asser al oeste. Al otro lado de la Calle 57 Este está el edificio Davies y al otro lado de Park Avenue está 445 Park Avenue. Otros edificios llamativos en las inmediaciones de 450 Park Avenue son Trump Tower, Four Seasons Hotel New York, Sony Tower y General Motors Building.